# Parione (rione de Roma)

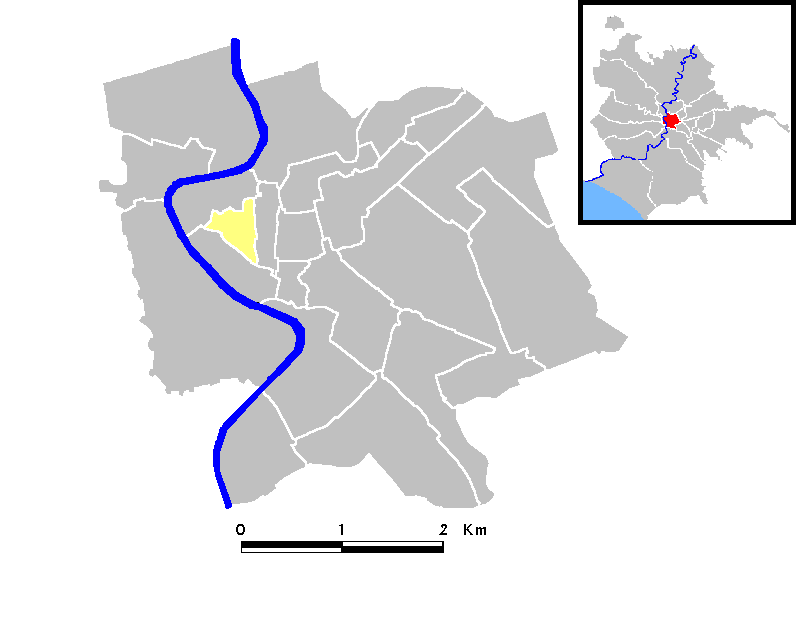
Mapa do Rione VI - Parione.

Parione é um dos vinte e dois riones de Roma, oficialmente numerado como Rione VI, localizado no Municipio I. Seu nome é uma referência à existência de uma gigantesca parede antiga no local, provavelmente pertencente ao antigo Estádio de Domiciano, que a população chamava de "parietone" ("paredão" no dialeto romano da época), de onde derivou "Parione".

## História

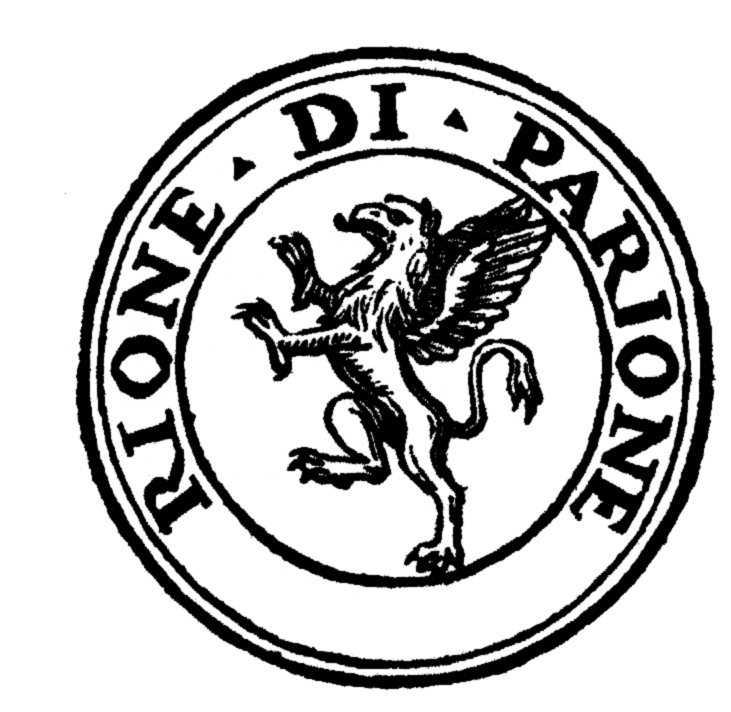
Brasão de Parione: um grifo empinado, uma criatura mitológica com a cabeça de uma água e o corpo de um leão.

Na Roma Antiga, pertencia à Região IX das 14 regiões de Augusto, Circo Flamínio, no vasto Campo de Marte. Nesta região Domiciano construiu seu estádio e um odeão, para audições musicais e poéticas, o Odeão de Domiciano. Foi ali também que Pompeu construiu sua cúria.
Por volta de 1200, a área era chamada de "Parione e S. Lorenzo in Damaso" e a população crescia gradualmente até 1400, quando a área ganhou grande atenção graças à construção do Campo de Fiori, que rapidamente se tornou um importante centro financeiro.
Na época de Sisto IV (r. 1471–1484), o rione perdeu sua aparência caótica, típica da Idade Média, em prol de uma mais limpa e organizada, típica do Renascimento. A reforma de edifícios degradados, o alargamento de ruas, a construção da nova Ponte Sisto, ligando o Trastevere ao rione Pariano, melhoraram a qualidade de vida na região.
Graças a esta renovação, o ritmo da urbanização aumentou entre 1400 e 1500. No mesmo período, era comum que os artistas recebessem encomendas para renovar a fachada de antigos edifícios, um hábito nascido no norte da Itália e que se espalhou neste período. Em 1500, a maior parte da atividade comercial gradualmente foi mudando do Campo de Fiori para a Piazza Navona, o local preferido de todos por ser mais larga. Em 1600, a aparência da praça mudou radicalmente graças as obras de Bernini, Borromini e Bramante.
Daí em diante, Roma tornou-se a capital da Itália unificada a partir de 1870 e, com exceção da abertura do Corso Vittorio Emanuele II, nenhuma nova grande obra foi realizada na região que pudesse impactar os antigos palácios e monumentos.

## Vias e monumentos
- Arco dei Mellini
- Arco degli Acetari (Via del Pellegrino)
- Campo de' Fiori
- Corso del Rinascimento
- Corso Vittorio Emanuele II
- Fonte da Piazza Sant'Andrea della Valle
- Pasquino, uma das estátuas falantes de Roma
- Piazza del Biscione
- Piazza della Cancelleria
- Piazza della Chiesa Nuova
  - Fontana della Terrina
- Piazza Navona, no local do antigo Estádio de Domiciano
  - Fontana dei Quattro Fiumi
  - Fontana del Moro
  - Fontana del Nettuno
  - Obelisco Agonale
- Piazza Pollarola
- Tor Millina
- Torre Tufara (Via dei Chiavari)
- Via dei Banchi Vecchi

## Antigas ruínas romanas
- Cúria de Pompeu
- Estádio de Domiciano
- Odeão de Domiciano
- Teatro de Pompeu

## Edifícios

### Palácios
- Albergo della Lunetta (Piazza del Paradiso)
- Casa di Antonio Alessandro Aurife (Piazza Pasquino)
- Casa di Cassiano Dal Pozzo (Via dei Chiavari, 6)
- Casa di Metastasio (Via dei Cappellari, 30)
- Casa Peretti Ricci (Via dei Leutari, 21-23)
- Casa di Sisto V
- Locanda del Paradiso (Piazza del Paradiso)
- Palazzetto Amedei (Via della Fossa, 14)
- Palazzetto dell'Arciconfraternità delle Stimmate (dei Ritratti ou dei Giureconsulti)
- Palazzetto Attolico
- Palazzo Bacicci
- Palazzetto di Bartolomeo da Foligno (Vicolo dei Savelli)
- Palazzo Bonadies
- Palazzo Braschi
- Palazzo Caccialupi
- Palazzo della Cancelleria
- Palazzo di Ceccolo Pichi
- Palazzo Cerri
- Palazzo della Confraternita di Santiago y Montserrat (Piazza dei Satiri)
- Palazzo del Convento di San Pantaleo (Piazza dei Massimi)
- Palazzo De Torres-Lancellotti
- Palazzo Fonseca
- Palazzetto Foppa (Piazza del Fico)
- Palazzo di Girolamo Pichi (Palazzo Pichi Manfroni Lovatti)
- Palazzetto Le Roy (Farnesina ai Baullari)
- Palazzetto del Marchese Galli (demolido)
- Palazzo Massimo alle Colonne
- Palazzo Massimo di Pirro
- Palazzo Massimo Istoriato
- Palazzo Nardini (Palazzo del Governo Vecchio)
- Palazzo della Nazione Picena (ou Palazzo di Sisto V)
- Palazzo Orsini Pio Righetti
- Palazzo Pamphilj
- Palazzetto dei Piccolomini (Piazza dell Cinque Lune)
- Palazzo Romanini
- Palazzo Santobono (demolido)
- Palazzetto Sassi Fornari
- Palazzo Savelli (Vicolo dei Savelli, 11)
- Palazzo Sora
- Palazzo Tebaldeschi (Via dei Cappellari, 13)
- Palazzo della Truglia (ou Palazzo Trulli; demolido)
- Palazzetto Turci (Piccola Cancelleria)
- Palazzetto del Vignola

### Outros edifícios
- Archivio Storico Capitolino
- Biblioteca Vallicelliana
- Casa delle Letterature
- Collegio Nardini
- Collegio Germanico Ungarico
- Convento dei Teatini (Largo del Pallaro)
- Hotel Damaso
- L'Attico
- Museo Barracco
- Oratorio dei Filippini
- Teatro dei Granari (Vicolo dei Granari)

### Igrejas
- Sant'Agnese in Agone
- Santa Barbara dei Librai
- San Filippo Neri nel Palazzo Massimo alle Colonne
- San Lorenzo in Damaso
- Santa Maria in Vallicella (Chiesa Nuova)
- Natività di Gesù (Santa Maria degli Agonizzanti)
- San Nicola dei Lorenesi
- Nostra Signora del Sacro Cuore (San Giacomo degli Spagnoli)
- San Pantaleo
- Oratorio del Santissimo Sacramento e Cinque Piaghe
- San Tommaso in Parione

Igrejas desconsagradas
- Santa Maria in Grottapinta

Igrejas demolidas
- San Biagio della Fossa
- Santa Cecilia de Turre Campi (Santa Cecilia a Monte Giordano)
- Sant'Elisabetta dei Fornari (Sant'Elisabetta dell'Università de' Garzoni Tedeschi de' Fornari)
- Santo Stefano in Piscinula